# Chasseurs ardennais
Ne doit pas être confondu avec Armée des Ardennes.
Les chasseurs ardennais sont une unité d'infanterie de la composante terre de l'Armée belge, issue d'un projet de 1913 mais développée seulement dans l'entre-deux-guerres et qui s'illustre dans la Seconde Guerre mondiale. Elle n'est plus représentée que par le bataillon médian de chasseurs ardennais, un bataillon d'infanterie de l’armée belge basé à Marche-en-Famenne. Leur origine remonte à la transformation du 10e régiment de ligne. En 1940, lors de l'invasion allemande, les Chasseurs ardennais sont répartis en deux divisions, ils effectuent destructions et combats retardateurs en Ardenne, avant de rejoindre le reste de l'armée belge combattante sur la Dendre : ils participent à la bataille de la Lys, en défendant Deinze, Gottem et Vinkt. 
Aujourd'hui, ils participent aux opérations de l'OTAN, de l'ONU et de l'Union européenne. Ils sont également engagés dans des opérations humanitaires quand appel est fait à la Belgique pour pallier des situations d'urgence dans le monde. Ils participent aussi ponctuellement à des opérations de sécurisation du sol belge en collaboration avec les forces de police. La valeur des chasseurs ardennais a été reconnue par pas moins de huit citations, soit une de moins que le 12e de ligne Prince Leopold, cinq pour la Première Guerre mondiale au titre de 10e régiment de ligne, citations Yser, Essen, Cortemarck, Namur, Termonde et, pour la Seconde Guerre mondiale, Ardennes, La Dendre, Vinkt.

## Histoire

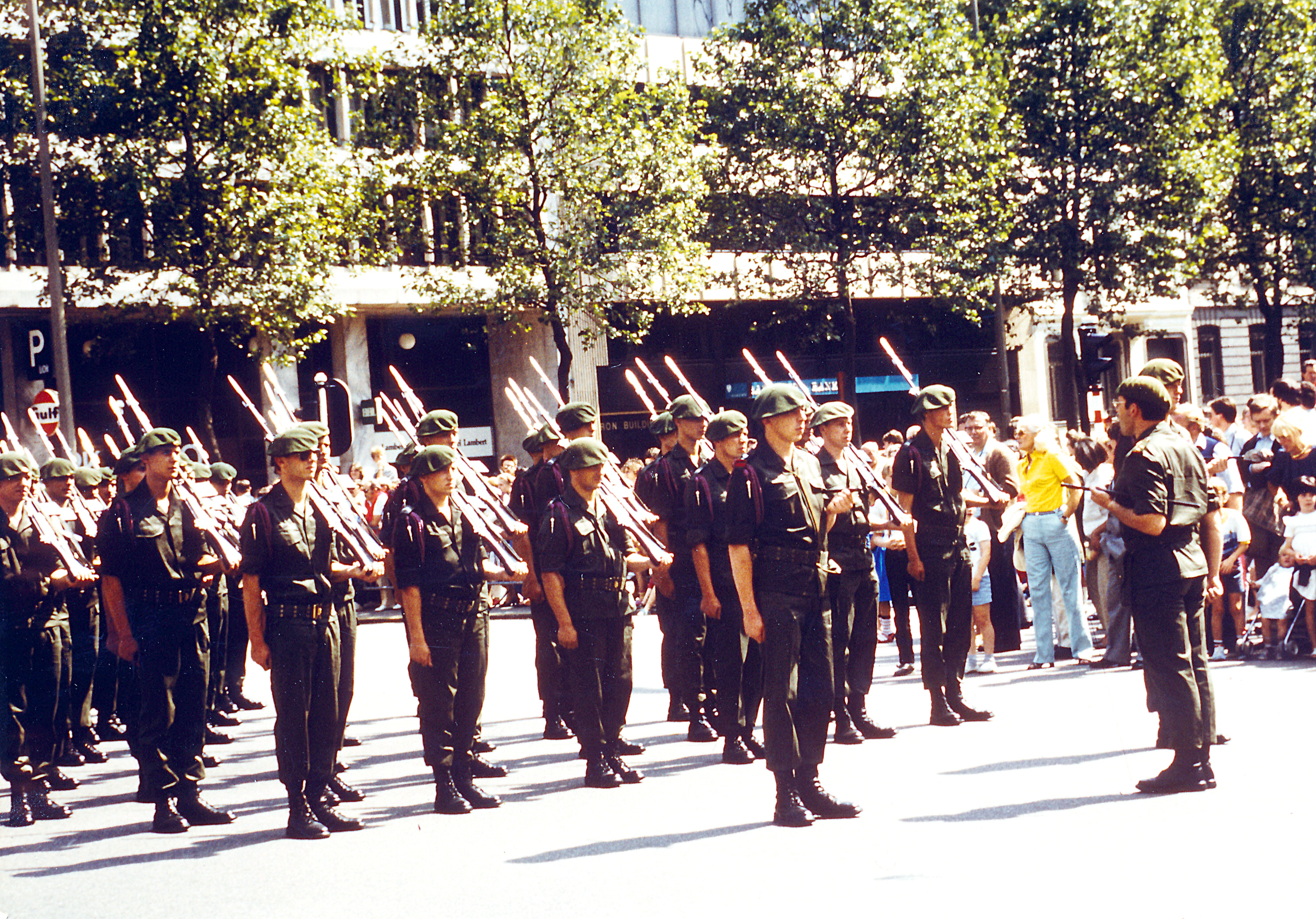
Détachement de chasseurs ardennais en attente avant le défilé de la fête nationale le 21 juillet 1989 à Bruxelles.

### Origine et développement
En 1913, alors que le risque d'une guerre entre les puissances européennes s'accroît, la Belgique est préoccupée par la défense de son territoire. Charles de Broqueville, Premier ministre et ministre de la défense, souhaite, en recrutant localement dans le but initial d'y couvrir la mobilisation, créer un ou plusieurs bataillons de chasseurs ardennais. Inspirés des chasseurs alpins mais se déplaçant à bicyclette, ils devront mener des actions de guérilla en mettant à profit la géographie particulière de l'Ardenne (haut plateau boisé et entrecoupé de vallées resserrées). Cependant ce dessein tourne court avec le déclenchement de la Première Guerre mondiale l'année suivante. Dans les années qui suivent la fin de la guerre, l'absence de réelle menace d'invasion (la Rhénanie est occupée, la France est alliée) fait d'abord perdre de vue le projet des chasseurs ardennais. L'idée revient peu à peu à la fin des années vingt, comme lorsque le général et ancien ministre de la défense Albert Hellebaut suggère pour tenir la frontière allemande de créer une milice recrutée localement. Et lorsque les derniers alliés quittent la Rhénanie en 1930, et bien que celle-ci doit toutefois demeurer démilitarisée, les Belges doivent désormais se préparer de nouveau à l'éventualité d'avoir à défendre leur territoire à l'est. 
Deux stratégies s'opposent : reculer vers l'ouest en combattant sur différentes positions fortifiées jusqu'à l'arrivée des alliés et qui implique l'abandon de l'Ardenne (c'est celle du chef de l'État-major le général Galet, mais qui rencontre une certaine opposition dans la presse et dans l'armée), ou tenir la frontière (qui est défendue par Hellebaut, et qui convainc Albert Devèze président du Parti libéral). Au printemps 1931, à la suite de l'opposition du groupe de Devèze, les deux stratégies sont conciliées : ainsi une ligne fortifiée sera érigée sur la frontière avec l'Allemagne et le Luxembourg et la création des chasseurs ardennais est décidée pour défendre la province du Luxembourg, ils soutiendront le génie dans ses opérations de destructions. L'idée de recruter localement les chasseurs ardennais est retenue, il est également prévu de leur octroyer une grande mobilité. La concrétisation de ces décisions va être ralentie par les changements de gouvernements, l'opposition de Galet et du roi Albert Ier. Albert Devèze, ministre de la Défense de 1932 à 1936, fait prévoir des destructions et construire des blockhaus, la « ligne Devèze », destinée à une action retardatrice s'appuyant sur les difficultés du terrain. Ce n'est qu'à l'automne 1932 que le 10e régiment de ligne est retenu pour être transformé en régiment des chasseurs ardennais. Devèze, qui est devenu ministre de la défense, crée en février 1933 le commandement des troupes de défense du Luxembourg et de Namur dont vont dépendre les chasseurs ardennais, contournant ainsi l'opposition de Prudent Nuyten qui remplace le général Galet. 

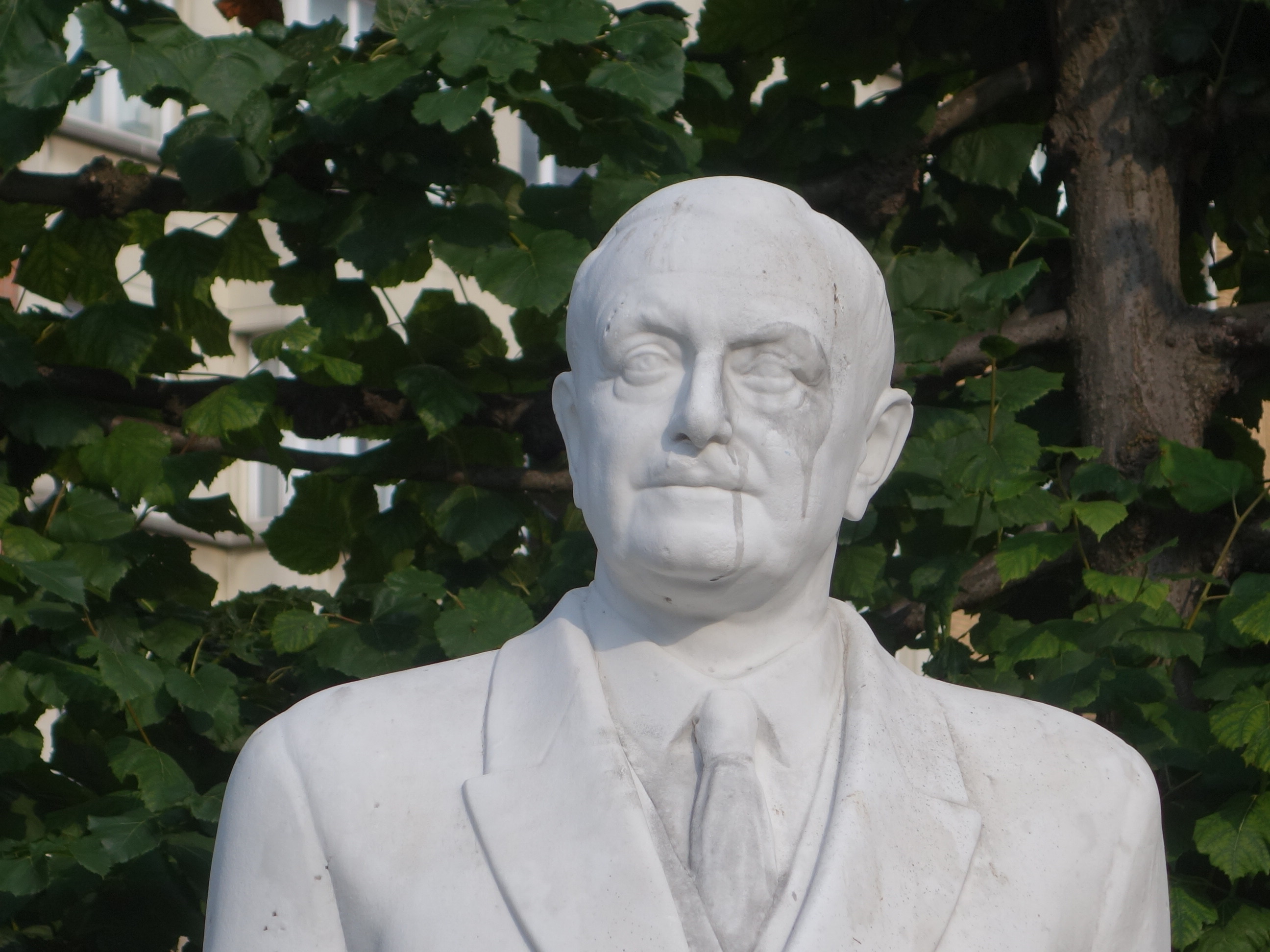
Buste d'Albert Devèze (1881–1959)

Un arrêté royal signe officiellement leur création le 10 mars 1933 par conversion du 10e de ligne, alors seule unité en garnison en Ardenne ; et devient régiment de chasseurs ardennais. Le 10e de ligne avait été formé en 1830 par des soldats belges de la tweede afdeling de l'armée des Pays-Bas. Après avoir résisté à la campagne  des Dix Jours de 1831, resté avec toute sa capacité combative, le 10e de ligne fut un des grands régiments de la Première Guerre mondiale, avec la défense de Namur, de Termonde, de l'Yser et, lors de l'offensive de 1918, avec les victoires de Kortemark et Essen. Pour permettre aux chasseurs d'intervenir rapidement le long de la frontière face à une offensive ennemie motorisée, Devèze fait répartir le régiment de chasseurs ardennais en trois détachements qui ont chacun leur garnison : à celle originelle d'Arlon s'ajoute Bastogne et Vielsalm et Devèze entreprend de motoriser le régiment, les chasseurs ardennais devront ainsi recevoir des canons antichars automoteurs, des camionnettes pour ses mitrailleuses et camions pour ses mortiers et en remplacement des chevaux. Les effectifs et armements sont augmentés, un groupe d'artillerie motorisé est constitué, tout comme des bataillons cyclistes, l'unité s'adjoint aussi services et état-major. Les chasseurs ardennais reçoivent un nouvel uniforme, inspiré à la fois de celui des chasseurs alpins et de celui de la cavalerie ; ils portent ainsi un béret comme les chasseurs alpins mais il est vert en référence à la forêt ardennaise. Le régiment devient le corps des chasseurs ardennais par l'arrêté royal du 8 novembre 1934. 
En 1935 la mission des chasseurs ardennais qui est alors de tenir la frontière jusqu'à l'arrivée des renforts français, est réduite à une action de retardement. En effet les Français ont fait savoir qu'ils établiront leur ligne de défense sur la Meuse et n'enverront en Ardenne que des unités de cavalerie, qui s'associera aux chasseurs ardennais pour la mission de couverture. Le contexte devient défavorable aux chasseurs ardennais. Avec la fin en 1936 de l'accord militaire franco-belge et la remilitarisation de la Rhénanie, les Belges qui retournent à la neutralité renoncent à défendre leurs frontières trop étendues — ce qui entraîne ensuite la chute du ministre de la défense Devèze, l'un des principaux appuis politique des chasseurs ardennais — et suivant la volonté du conseiller du roi, Raoul Van Overstraeten, à renoncer également à défendre l'Ardenne ; on commence donc à déménager les chasseurs ardennais dont on construit de nouvelles casernes au nord de la Meuse. Les effectifs sont légèrement réduits lorsque l'unité devient, le 1er juillet 1937, la division de chasseurs ardennais, les trois détachements mixtes à deux bataillons deviennent des régiments et le groupement d'artillerie est transformé en régiment d'artillerie des chasseurs ardennais à quatre groupes. La division ne sera pas entièrement motorisée puisque les bataillons seront finalement cyclistes. La crise des Sudètes pousse l'armée belge à garder ses frontières, et les chasseurs ardennais se voient conserver en définitive leurs casernes en Ardenne, les nouvelles qui devaient les accueillir seront utilisées par les unités de réserve entre autres.

### La Seconde Guerre mondiale

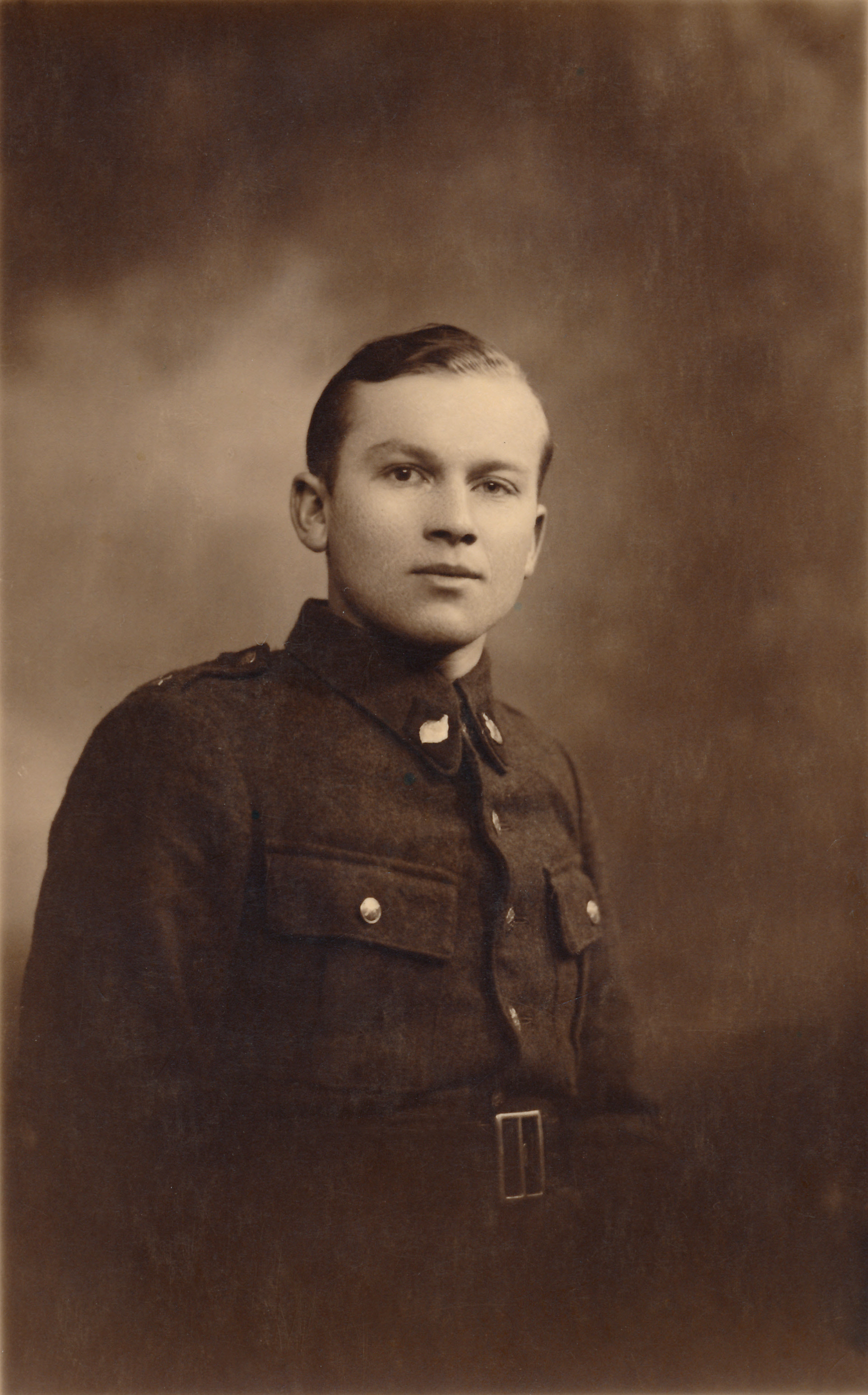
Chasseur ardennais ayant participé à la campagne de mai 1940.

#### Mobilisation et drôle de guerre
Fin août 1939, la Belgique mobilise : les effectifs des chasseurs ardennais s'en trouvent multipliés par cinq, les appelés provenant de la province du Luxembourg et du sud-est des provinces de Liège et de Namur, sur quatorze classes d'âge (des réservistes proviennent ainsi de l'ancien 10e de ligne). Trois nouveaux régiments de chasseurs ardennais (4e, 5e et 6e) sont levés (dans les casernes de Flawinne, Seilles et Antheit), ces régiments de réserve (des plus anciennes classes) sont créés à partir des régiments d'active. Les six régiments de chasseurs ardennais sont portés à trois bataillons de trois compagnies.
Initialement, les chasseurs ardennais sont déployés de manière à s'opposer à un ennemi qui viendrait soit d'Allemagne, soit de France : en septembre, alors que l'armée allemande est en train d'attaquer la Pologne, la principale menace perçue par les Belges est une offensive française contre l'Allemagne à travers la Belgique. La campagne de Pologne terminée, le déploiement des chasseurs ardennais est revu. Le 22 novembre, la 1re division de chasseurs ardennais du général Descamps est créée à partir des trois premiers régiments, et la 2e division de chasseurs ardennais du général Ley à partir des trois autres.
La 1re DChA doit retarder la progression de l'ennemi à travers l'Ardenne et se replier vers le nord, avec la 1re division de cavalerie elle forme le groupement K (du général Keyaerts). À la 2e DChA, dépendant du 7e corps d'armée, est attribuée la défense de la Meuse autour de Namur.
Lors des manœuvres d'août 1939, les régiments de chasseurs ardennais ont la consigne de multiplier les erreurs en opération, à la fois pour tromper les services de renseignements étrangers sur les plans et la qualité de l'armée belge et pour dissimuler aux habitants du Luxembourg belge le fait qu'une partie du territoire, autour d'Arlon, devait être évacué sans combat.
En janvier 1940, le régiment d'artillerie des chasseurs ardennais, motorisé, est renommé 20e régiment d'artillerie, avant d'être retiré fin avril aux chasseurs ardennais pour être affecté à la 7e division d'infanterie qui leur échange son 12e régiment d'artillerie, hippomobile et dont deux de ses quatre groupes sont finalement envoyés défendre Anvers le 7 mai. Les deux groupes d'artillerie sont disposés au nord de la Meuse, la 1re DChA n'a donc pas d'artillerie. En février 1940, les compagnies motocyclistes de la 2e DChA forment un bataillon motocycliste autonome (à deux compagnies motocyclistes et une d'engins) placé sous l'autorité du 7e corps, avec une mission de cavalerie. En mars 1940, le 7e régiment de chasseurs ardennais est créé à Gembloux, uniquement destiné à l'instruction.
En mai 1940, la 1re division de chasseurs ardennais présente l'organisation suivante :
- 1re division de chasseurs ardennais (environ 9 000 hommes)
  - trois régiments de chasseurs ardennais (effectif théorique : 2 738 hommes par régiment)
    - trois bataillons
      - trois compagnies (environ 220 hommes, sous l'autorité d'un capitaine-commandant)
        - trois pelotons de fusiliers (totalisant 46 hommes, dirigés par un lieutenant ou sous-lieutenant disposant d'un état-major de cinq hommes)
          - deux groupes de combats (quinze hommes, dont un sergent, se déplaçant à vélo)
            - une équipe FM (deux fusils-mitrailleurs 7,65 mm Browning de la FN avec un tireur et un pourvoyeur par pièce, l'équipe peut ainsi être séparée en deux, et comprend aussi une équipe de ravitaillement de cinq hommes dont un caporal)
            - une équipe fusiliers-grenadiers (trois hommes équipés de grenades et fusils FN 1935, encadrés par un caporal)

          - une équipe DBT (trois mortiers de 50 mm, servis par 10 hommes dont un sergent)

        - un peloton mitrailleuse (37 hommes)
          - deux sections de deux mitrailleuses Maxim (transportées par véhicule)
          - une équipe de ravitaillement (4 hommes et un caporal)

    - une compagnie motocycliste : 10e compagnie
      - trois pelotons de fusiliers (de même que ci-dessus mais se déplaçant à motos et side-cars)
      - un peloton de mitrailleuses (trois automitrailleuses T 15)

    - une compagnie antichar : 11e compagnie
      - deux pelotons antichars (quatre chenillettes T 13)

  - une compagnie du génie
  - un peloton de mitrailleuses contre avion
  - une compagnie de transport
  - une compagnie médicale

La 2e DChA présente un effectif inférieur avec l'absence des 11e compagnies au sein de ses régiments, dans lesquels les IIe et IIIe bataillons sont aussi de moindre effectifs et se déplacent simplement à pied. Les 10e compagnies de ses régiments sont des compagnies d'engins avec huit mortiers de 76 mm et d'un peloton antichars (3 canons de 47 mm tractés).
En mai 1940, le bataillon cycliste présente l'organisation suivante :
- Bataillon cycliste
  - deux compagnies motos
    - trois pelotons de fusiliers

  - une compagnie d'engins
    - deux pelotons de quatre mitrailleuses (véhiculées)
    - deux pelotons antichars (quatre canons de 47 mm)

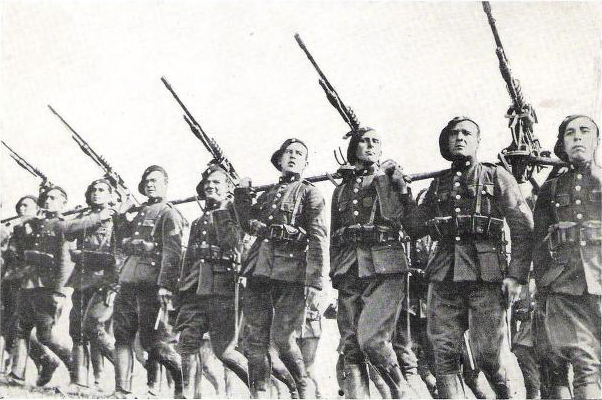
Les chasseurs ardennais en 1940

 Les chasseurs ardennais occupaient de petits abris en béton, appelés « abris Devèze », construits dans tout le Luxembourg belge et dans la partie sud de la province de Liège. Le plan prévoyait que les chasseurs ardennais devaient avoir un rôle de retardement contre une attaque allemande dans le Luxembourg belge, les troupes françaises implantées dans la région de Sedan, au sud de l'Ardenne belge, devant suffire à dissuader l'état-major allemand de lancer une offensive importante dans ce secteur difficile. La doctrine était que si les Allemands essayaient de passer par les forêts et les vallées ardennaises, ils seraient « pincés » à la sortie, selon le mot du maréchal français Philippe Pétain. Cette stratégie avait fait l'objet d'échanges secrets entre le roi Léopold III et le général en chef français Gamelin (celui-ci parle, dans le livre de ses mémoires, intitulé Servir, de ses contacts secrets avec le roi). Des renseignements collectés par les attachés militaires à l'étranger confirmaient que, de 1938 à 1940, les plans allemands avaient évolué vers une stratégie axée sur une attaque par l'Ardenne et le grand-duché de Luxembourg. Dans la perspective d'une offensive allemande en Ardenne, les chasseurs ardennais avaient la charge de retarder les Allemands par le feu et par des destructions. Les ordres de repli qui devaient leur être donnés étaient fondés sur le principe que tout ordre venu de l'état-major général ou de l'état-major régimentaire pouvait être appliqué en tenant compte de la situation des combats, ce qui laissait aux chefs sur le terrain la latitude de tenir leurs positions s'ils l'estimaient possible tant qu'ils pouvaient éviter d'être battus et faits prisonniers. Cette disposition avait été prise en tenant compte que la réception des ordres pourrait être compromise par des actions ennemies comme des coupures de lignes téléphoniques par des raids de parachutistes allemands. Il fallait donc laisser aux officiers des chasseurs, isolés en avant de l'armée belge, une liberté d'appréciation.

#### Faits d'arme: la résistance à outrance

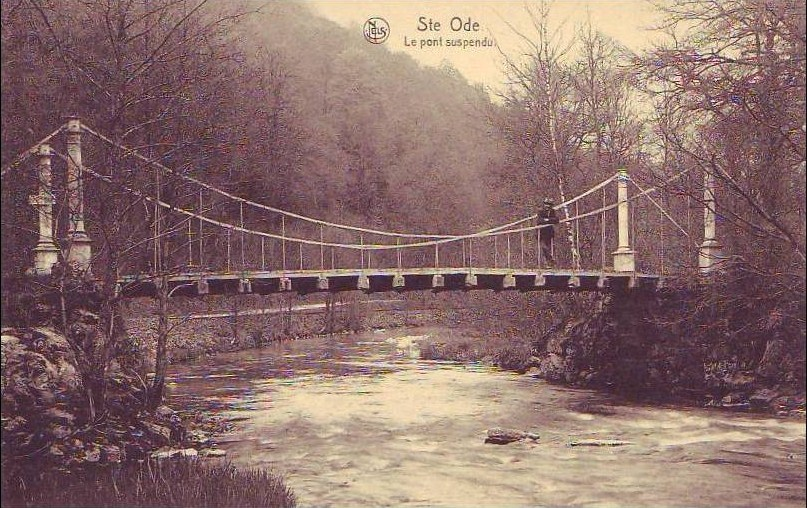
Pont suspendu de Lavacherie sur l'Ourthe, dans le secteur d'opérations des chasseurs ardennais, photo de 1910.

Le plan général de combat imparti aux chasseurs ardennais révéla sa pertinence dès le premier jour de l'attaque allemande. Dès 3 heures du matin, les mouvements de troupes à la frontière belgo-allemande, observés par le 2e bureau belge, déterminèrent le général Keyaerts, commandant les chasseurs ardennais, à faire sauter les ponts proches de la frontière sans attendre l'ordre de l'état-major belge et alors que l'ambassadeur d'Allemagne n'avait pas encore signifié la déclaration de guerre à Bruxelles. Depuis des mois, des obstacles constitués de lourds murs de pierre et d'énormes entonnoirs parsemaient les itinéraires d'invasion de l'Ardenne belge. Des champs de mines dispersés dans les prairies et les bois étaient destinés à entraver les tentatives de contournement par les blindés de la Wehrmacht. L'ordre est donné de résister à outrance.

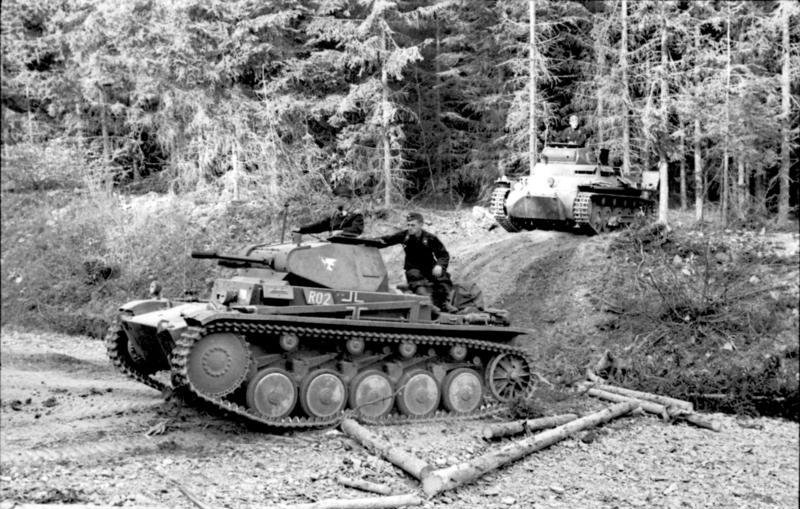
Les panzers allemands traversant les Ardennes, mai 1940

Et lorsque les blindés du général Guderian franchirent la frontière, ils se trouvèrent bloqués à Chabrehez par une centaine de chasseurs ardennais et de motocyclistes (issus de l'ancienne cavalerie) isolés en avant du gros de la troupe, comme cela allait être le cas dans d'autres positions des chasseurs. Tirant le meilleur parti des obstacles et de la topographie pour entraver la progression des chars, le sous-lieutenant Benjamin Gourmet et ses hommes déchaînèrent sur l'infanterie allemande d'accompagnement une mousqueterie de plus de 10 000 cartouches. Sachant se dérober dans les bois et les fermes ardennaises aux murs épais qui résistaient aux tirs des chars, ils parurent compromettre le plan allemand d'offensive rapide au point que le général Rommel, commandant de la 7e division blindée s'exclama « ce ne sont pas des hommes, mais des loups verts ! ». À la frontière belgo-luxembourgeoise, les chasseurs ardennais appliquent la consigne qui est de tenir la position à la condition de ne pas se laisser encercler. À Martelange et à Bodange, où le commandant Bricart combat jusqu'à la mort, quelques centaines d'hommes laissés en arrière-garde retardèrent 3 000 Allemands jusqu'à ce qu'un renfort d'artillerie finisse par venir à bout de la résistance belge. La résistance de Bodange obligea les Allemands, pour réduire cette poignée d'hommes, à mettre en ligne trois mille soldats appuyés par un groupe d'artillerie et cela durant huit heures de combat, alors que les 50 soldats ardennais ne disposaient ni d'armes antichars, ni de leur artillerie divisionnaire (motorisée) qui servait en fait d'appui à la 7e DI en place sur le canal Albert (le prof. Henri Bernard souligne cette résistance).

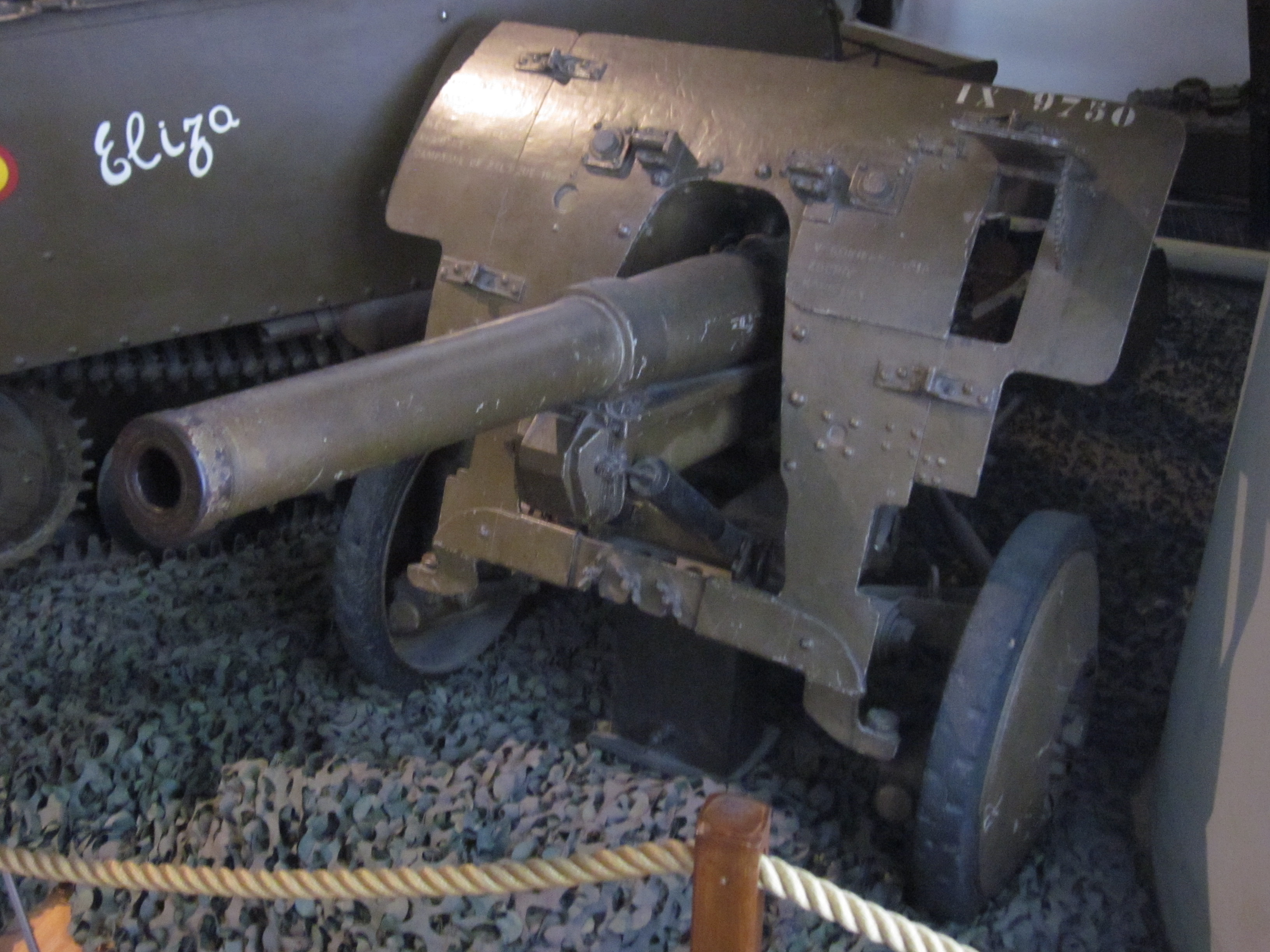
Un canon de 47 au Musée royal de l'armée et de l'histoire militaire.

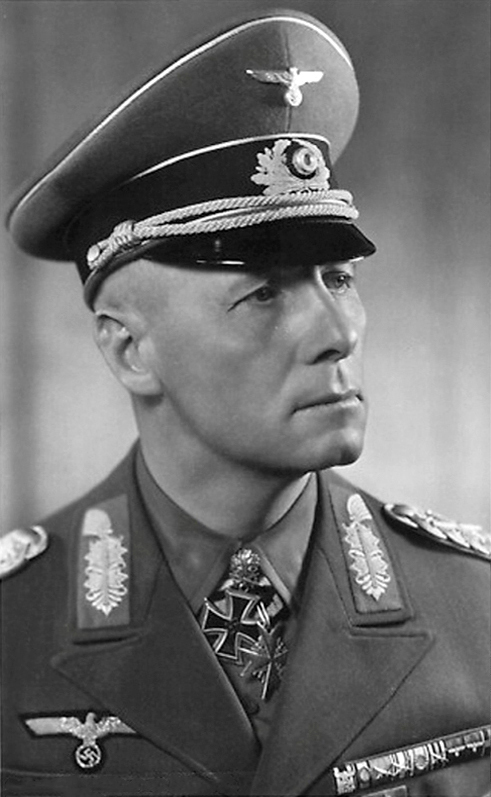
Erwin Rommel rend hommage au courage des chasseurs ardennais à la suite des combats de Chabrehez

Ailleurs, les Allemands sont retardés par les obstacles et destructions et par les champs de mines destinés à entraver le contournement des ponts détruits, et doivent remettre la continuation de leur offensive au lendemain 11 mai. À Bastogne, quelques hommes bloquent les Allemands pendant une matinée jusqu'à la mort du caporal Cady tué dans son blockhaus, tandis qu'un char équipé d'un canon de 47 détruit cinq blindés allemands. A Rochelinval, la 8e division allemande est tenue en échec pendant 5 heures par le peloton du sous-lieutenant Liégeois. A Yvoir le dimanche 12 mai 1940 en fin d'après-midi, les Allemands de la Voraus-Abteilung Werner (Oberst Paul Hermann Werner), temporairement sous contrôle de la 7e Panzerdivision (Erwin Rommel), atteignirent la Meuse, étant ainsi la première formation allemande à atteindre le fleuve. Voyant le pont encore intact, les automitrailleuses allemandes tentent de s'en emparer ; mais le pont est défendu par un peloton et demi du 5e régiment de chasseurs ardennais, disposant d'un canon antichar de 47 mm ATK qui repousse l'attaque, et sous le feu allemand l'un des défenseurs parvient à activer le dispositif de destruction du pont, y laissant sa vie, l'explosion du pont entraînant dans la Meuse une automitrailleuse allemande (avec son équipage) immobilisée dessus par le canon antichar. Werner doit ainsi faire rechercher à ses unités un autre passage sur la Meuse : elles le trouveront à Houx. Même en arrière du front de combat, dans la profondeur de l'Ardenne, les colonnes allemandes qui se faufilent sur les routes étroites et sinueuses se heurtent à des obstacles et à des destructions.

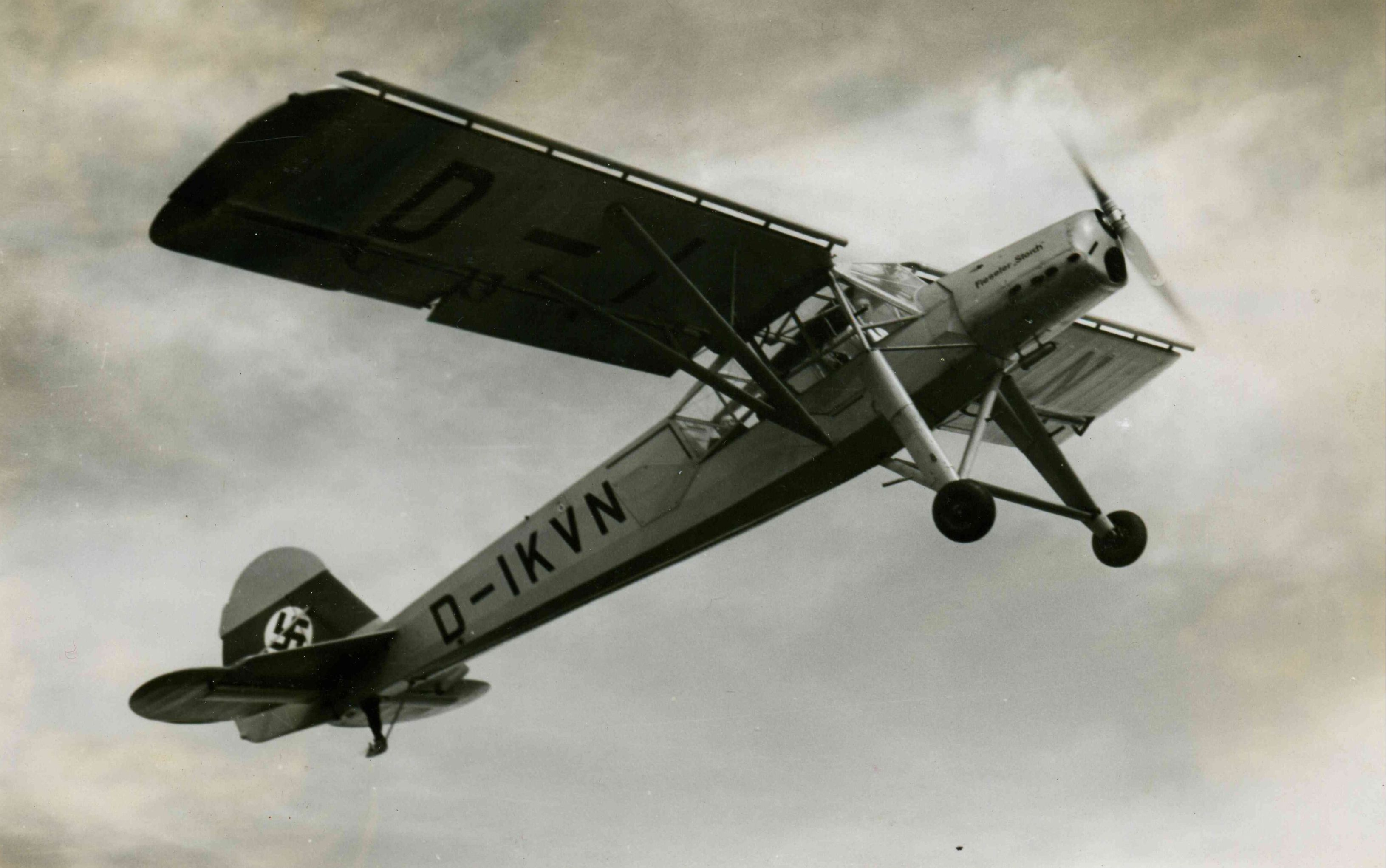
Photo d'un Fieseler Fi 156 en 1937

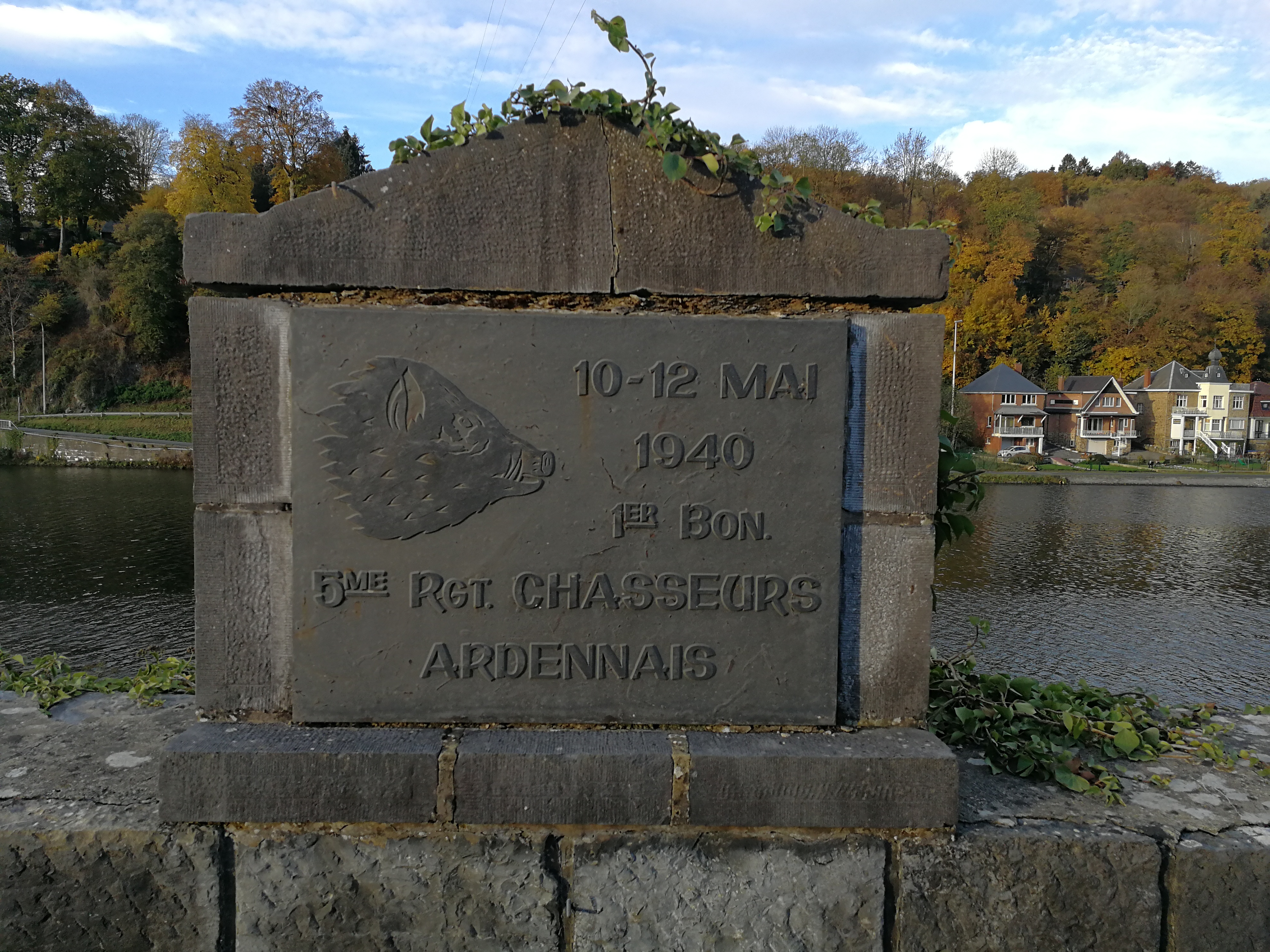
Plaque posée à l'entrée de l'ancien pont d'Yvoir en l'honneur du 1er bataillon, 5e régiment des chasseurs ardennais. Il est situé rive droite, à l'endroit où un blindé allemand se fit détruire le 12 mai 1940.

L'état-major allemand avait compris que, outre les difficultés résultant de la topographie, il pouvait avoir à faire face à une résistance belge sérieuse. On en a la preuve par la décision du maréchal Goering, de lancer sur les arrières belges, des troupes déposées par cent avions légers Fieseler Storch aux lisières des zones boisées de l'Ardenne. Cette action portait le nom de code de NiWi du nom des localités, Nives et Witry, choisies pour les atterrissages. Ce plan fut exécuté dans la journée du 10 mai, mais le raid fut dispersé par des tirs belges venus du sol et les atterrissages eurent lieu à Witry et à Léglise, en dehors des terrains qui avaient été repérés. Quelques avions capotèrent et prirent feu. Cela ne permettait pas le regroupement prévu et dans le secteur de Léglise se trouvaient des chars belges T.15 disposés en deuxième échelon. L'intervention de ces chars légers, utilisant leurs mitrailleuses lourdes, appuyés de la compagnie motos du 1er régiment de chasseurs ardennais, empêcha les Allemands d'attaquer les chasseurs à revers. Cette opération allemande fut donc un échec, malgré la destructions de quelques lignes téléphoniques. La grande majorité des chasseurs ardennais purent-ils rallier le gros de l'armée belge en retraitant vers la Meuse selon le plan franco-belge. 
Tout cela démontre qu'il s'agissait d'une troupe équipée d'un système d'armes et formée de professionnels préparés depuis des années à défendre un terrain qu'ils avaient appris à connaître et encadrant des rappelés entraînés par neuf mois de mobilisation sur pied de guerre. Témoignage allemand : « les destructions sont faites de main de maître, aussi bien pour les routes que pour les ponts ; les Belges reculent en combattant sans cesse ». Les premiers éléments allemands venant du sud du Luxembourg belge, la Gaume, et du Grand-Duché qui n'avait pas d'armée et où les routes étaient plus praticables, atteignaient le front français à la fin de la journée du 10, après avoir été retardés pendant une journée. Le reste des troupes de Guderian et Rommel n'achevèrent de s'extirper du dédale ardennais que le deuxième jour. 
Finalement, les Allemands ne pourront attaquer vers Sedan que le 12, au soir, vers 21h00. La résistance des chasseurs ardennais et l'échec partiel de l'opération Niwy (Nives-Witry) avaient accordé un léger répit aux Français du général Huntziger du secteur de Sedan. La surprenante résistance de Bodange obligea les Allemands, pour réduire cette poignée d'hommes, à mettre en ligne trois mille soldats appuyés par un groupe d'artillerie et cela durant huit heures de combat, alors que les 50 soldats ardennais ne disposaient ni d'armes antichars, ni de leur artillerie divisionnaire (motorisée) qui servait en fait d'appui à la 7e DI en place sur le canal Albert.

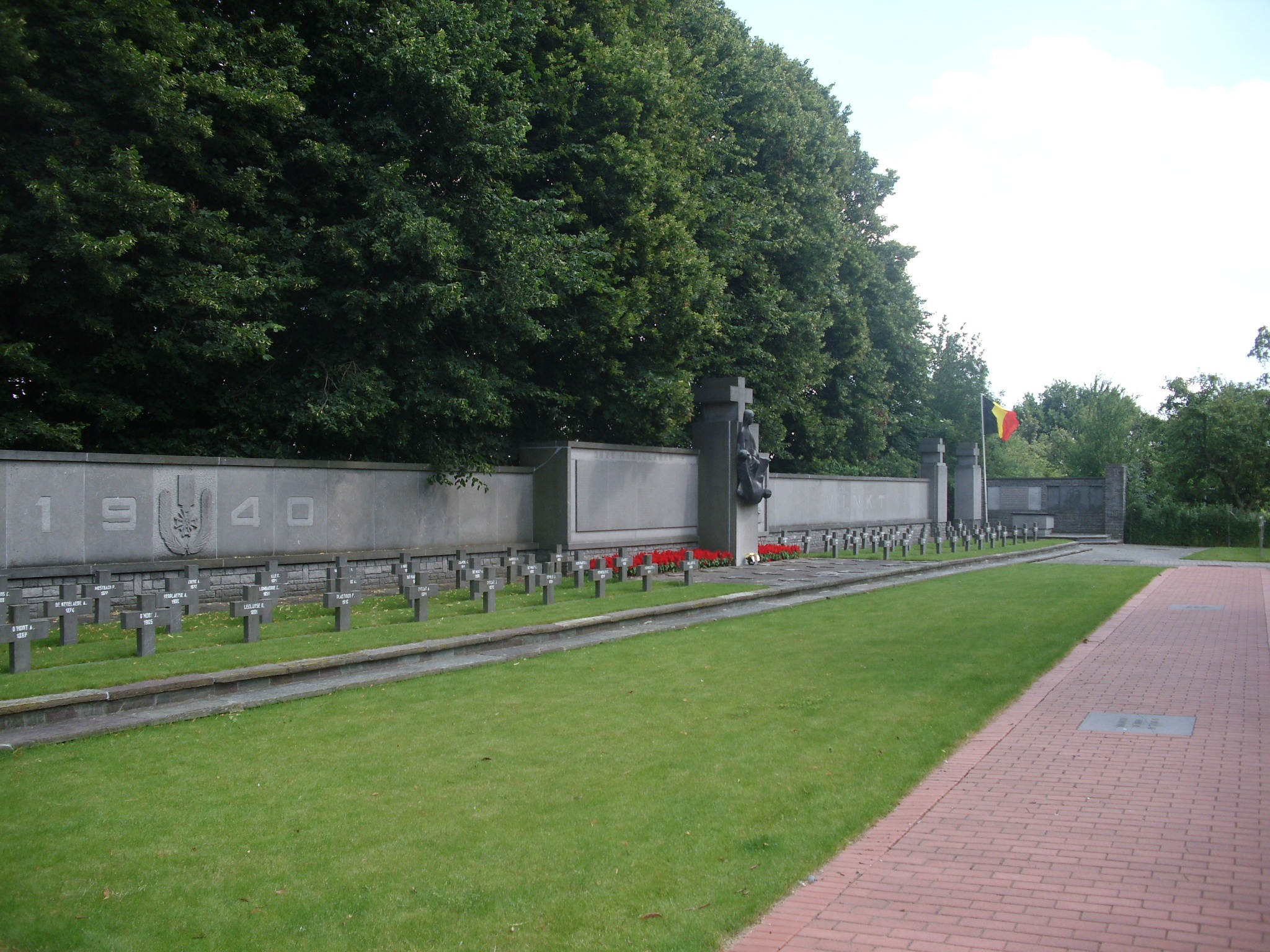
Mémorial du massacre de Vinkt

Pendant ce temps, sur le front nord, une percée allemande réussit à provoquer la chute du fort d'Eben-Emael, après 24 heures de résistance à la suite de l'attaque par des troupes allemandes déposées par des planeurs et utilisant des charges creuses, un explosif inconnu des Alliés. Les Belges étaient, en plus, tournés sur leur gauche par le recul précipité de l'armée néerlandaise. Aussi, l'armée belge, contournée à droite et à gauche et percée en son centre, fit-elle retraite, les 13 et 14 mai, en liaison avec l'armée française, elle-même en recul pour n'avoir pu résister à la percée allemande sur la Meuse. Il s'agissait pour les Belges de tenter de rétablir un front allié, d'abord sur la Meuse, puis sur la Dendre et la ligne KW en avant de Bruxelles. Il fallait, fût-ce au prix de la perte de territoires, d'échapper au risque d'encerclement par le double mouvement d'enveloppement allemand venu du sud, par Sedan, et du nord, par le Limbourg hollandais. Les chasseurs ardennais se signalèrent encore à Gand et sur la Dendre où ils arrêtèrent les Allemands pendant trois jours, appuyés par de l'artillerie, avant de devoir décrocher pour ne pas être coupés des armées belges et françaises qui continuaient à se replier.

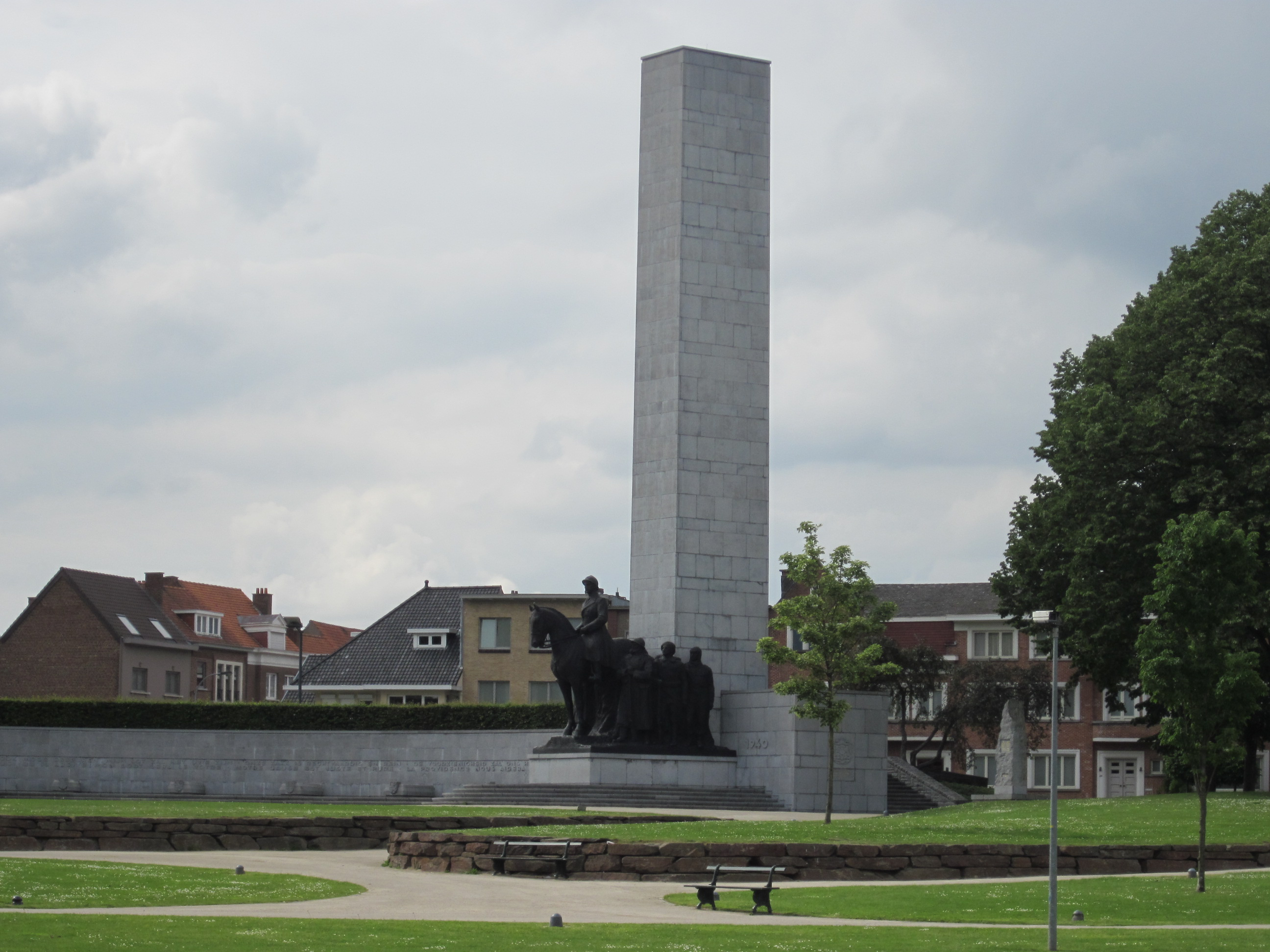
Monument de la Lys, Courtrai.

Ensuite, ils ne cessèrent de jouer leur rôle de troupes d'avant-garde jusqu'à la bataille de la Lys durant laquelle le 1er régiment de chasseurs ardennais, notamment, fut chargé de colmater la brèche ouverte le 25 mai 1940 par la reddition en masse du 15e régiment de ligne à Deinze. La résistance de la 2e division de chasseurs ardennais (1re réserve) à gauche des positions de la 8e DI est efficace dans un premier temps : le 396e régiment d’infanterie allemand notamment est repoussé. Plus au nord, la 1re division de chasseurs ardennais (d’active et entièrement motorisée), contre-attaque le 25 mai à la suite de l’effondrement de la 4e DI postée au nord de Deinze (cette fois non sur la Lys mais sur un canal dit ‘’de la dérivation’’ qui joint le cours de la Lys à la mer du Nord, canal qui est aussi, à partir de Deinze, la ligne de front belge presque jusqu'au littoral). Les Allemands passent sur la rive ouest du canal : une poche est créée. Le 1er et le 3e régiments de la 1re DI de chasseurs ardennais contiennent les régiments allemands et contre-attaquent à plusieurs reprises à Vinkt, rendant impossible la percée du front. Il y a des centaines de morts dans les rangs allemands. Cette rude défense occasionna le massacre de Vinkt, les Ardennais ayant si durement malmené la 56e division d'infanterie allemande que les soldats de cette unité réagirent contre la population civile par un massacre analogue aux atrocités allemandes de 1914, ce qui entraîna, après la guerre, le jugement de deux officiers allemands. On trouve, sur ces faits, des références dans une publication du Centre de documentation de l'armée belge (Bruxelles 1982) et dans un article de l'ouvrage du général Crahay Vingt héros de chez nous, ainsi que dans d'autres écrits. Il convient de rappeler aussi que, pendant que le gros des chasseurs ardennais combattaient en Ardenne les 10, 11 et 12 mai, d'autres remplissaient le rôle de troupes de couverture pendant les combats du canal Albert les 10 et 11 mai.

## Les chasseurs ardennais après la guerre et auXXIesiècle

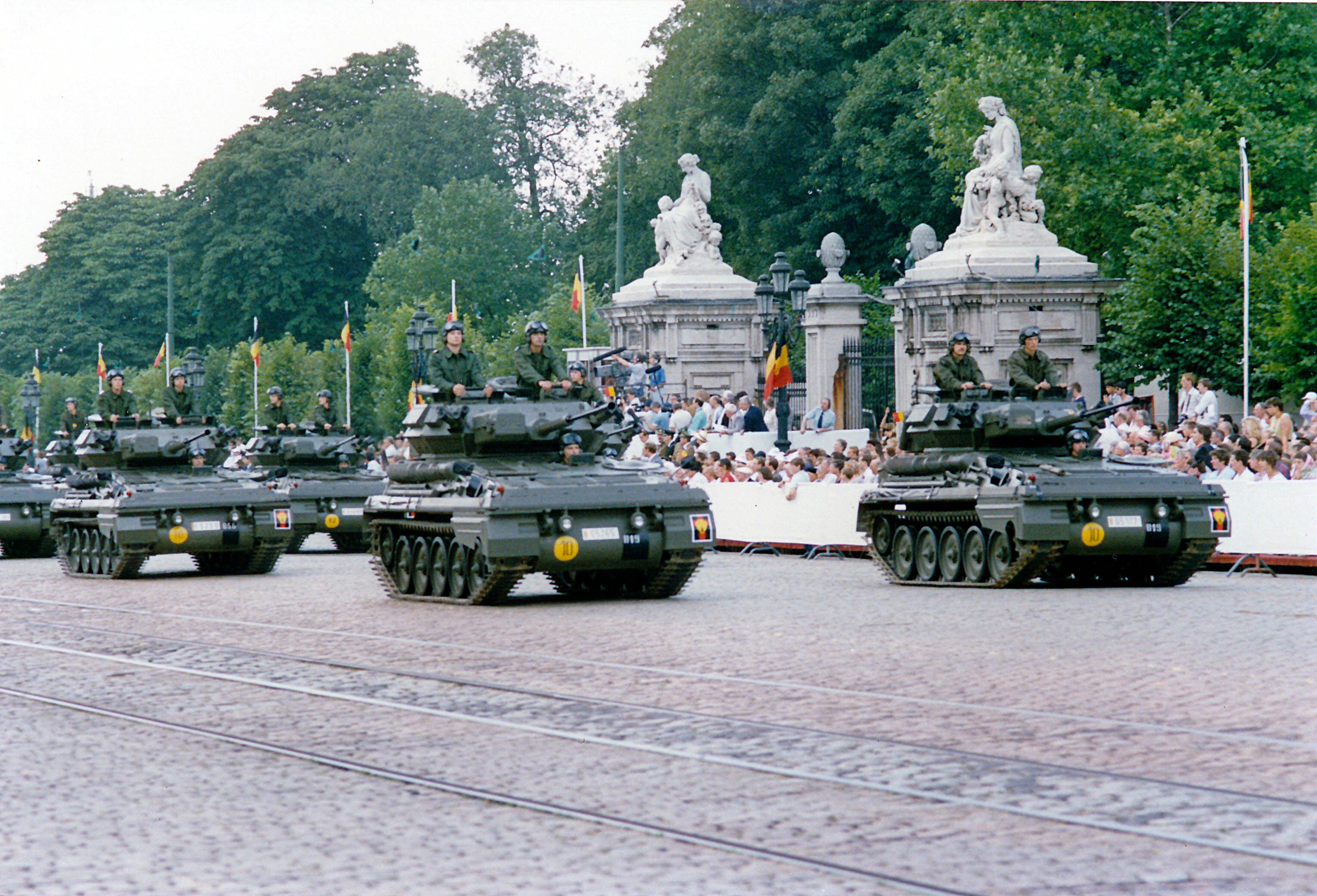
Les chars FV-107 Scimitar du peloton éclaireur des chasseurs ardennais défilant devant la tribune royale lors de la fête nationale du 21 juillet à Bruxelles.

Les effectifs ont diminué dans le cadre de la réduction générale d'effectifs et de la suppression du service militaire consécutifs à la fin de la guerre froide auxquels on a procédé en Belgique comme dans plusieurs pays. Il ne reste plus qu'un bataillon des chasseurs ardennais et la musique régimentaire a été supprimée. L'organisation et le nom actuels recouvrent la fusion des 1er, 2e, 3e, 4e et 5e bataillons qui a suivi la réorganisation de la composante de la force terrestre belge en 2010, le drapeau du 6e bataillon de chasseurs ardennais restant à la garde de l'état-major de la province du Luxembourg.
Le bataillon est caserné aujourd'hui à Marche-en-Famenne, qui est sa garnison depuis le 14 juillet 1978, d'où il s'envole parfois pour participer à des opérations de maintien de la paix de l'OTAN, l'ONU et de l'Union européenne.
Avant cela le 1er régiment de chasseurs ardennais avait été successivement caserné à Arlon, puis en Allemagne, lorsque la Belgique occupait un créneau de l'OTAN, à Siegburg, Hemer, Spich et Siegen, puis Spich une deuxième fois. Les 2e régiment de chasseurs ardennais et 3e régiment de chasseurs ardennais, quant à eux, ont uniquement été casernés à Bastogne et à Rencheux (Vielsalm).
Le 11 juillet 1960, la première compagnie de marche du premier bataillon de chasseurs ardennais débarquait à Matadi où elle combat toute la journée contre des unités révoltées de la Force publique congolaise. Egalement en juillet 1960, l'opération humanitaire Congo-Rwanda ayant pour but de protéger et rapatrier les ressortissants belges dans le cadre des troubles liés a l'indépendance du Congo fut menée par le 3e régiment de chasseurs ardennais de Vielsalm sous le commandement du lieutenant-colonel Servais Borboux (alors commandant). En mai 1967, le meme lieutenant-colonel Borboux, alors chef de corps du 3e régiment de chasseurs ardennais de Vielsalm fut aussi l'organisateur de la première Marche européenne du souvenir et de l'amitié (MESA) destinée a commémorer les durs combats et l'héroique résistance des Chasseurs Ardennais pour retarder l'invasion allemande de mai 1940.   
Les effectifs ont été réduits et la caserne de Vielsalm fermée en 1994 dans le cadre de la professionnalisation de l'armée. Les chasseurs participent régulièrement aux opérations de maintien de la paix de l'OTAN, de l'ONU et de l'UE (BELBAT-UNOSOM-BELUBG-UNIFIL-ISAF-BELKOS-MALI…). Ils sont également engagés dans des opérations humanitaires quand appel est fait à la Belgique pour participer à des interventions d'urgence dans le monde. Depuis l'émergence de la menace terroriste et avec les attentats perpétrés sur le sol belge, on retrouve régulièrement les chasseurs ardennais en appui aux services de police pour la sécurisation de différents espaces et bâtiments publics.

## Drapeau
Le drapeau porte les inscriptions suivantes :
- Namur
- Termonde
- Yser
- Esen
- Kortemark
- Ardennes
- La Dendre 1940
- Vinkt

Il est décoré de la fourragère de l'ordre de Léopold de deuxième classe et de la croix de guerre française.

## Uniforme
Les chasseurs ardennais portent un béret vert (la flatte) avec pour emblème une hure de sanglier, animal emblématique de l'Ardenne belge.

## Mascotte
Traditionnellement, le sanglier est la mascotte des chasseurs ardennais. Le sanglier est un symbole de l'Ardenne. En Occident, dans l'antiquité germano-gauloise et galloromaine, l'animal était considéré comme courageux et fort et se battant jusqu'au bout. Ces qualités sont reconnues chez les Romains comme chez les Germains, qui semblent avoir fait de la chasse au sanglier un rituel initiatique indispensable du guerrier pour devenir libre et adulte. De 2008 à juin 2017, la mascotte des chasseurs ardennais était une laie nommée Diane.
L'animal, né le 5 décembre 2007 est décédé d'une crise cardiaque le mercredi 21 juin 2017 au camp Roi Albert à Marche-en-Famenne
,.

## Marche

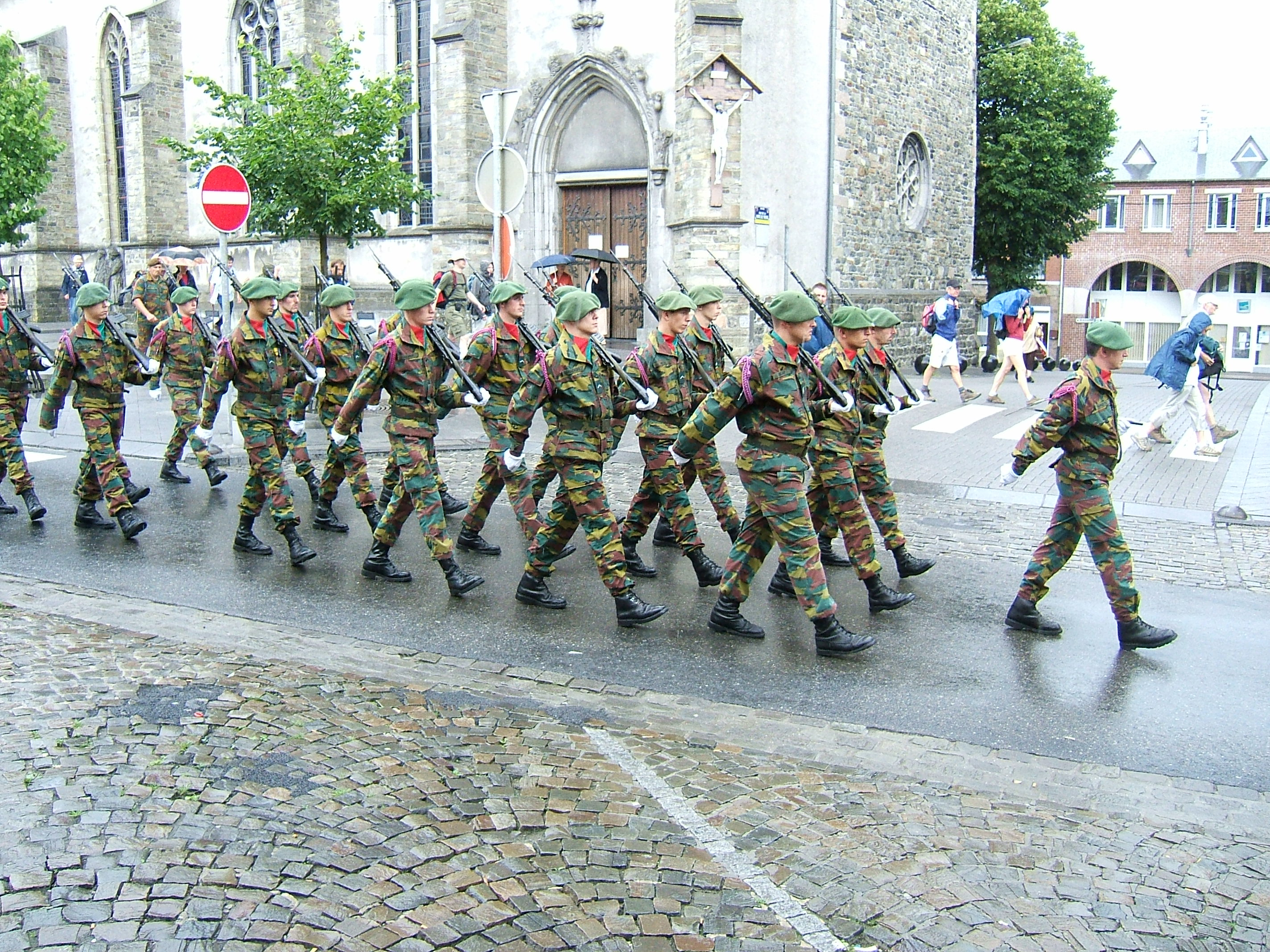
Peloton de chasseurs ardennais défilant à Bastogne à l'occasion de la Marche européenne du souvenir et de l'amitié.

La marche des chasseurs ardennais, se compose de cinq parties :
- Huit mesures de l'appel de clairon, inspirées par le Chœur des Chasseurs de Carl Maria von Weber.
- Huit mesures de Zu Arel op der Knippchen, une chanson traditionnelle du Pays d'Arlon.
- une transition inspirée de la suite de l'air d'Arlon, composée par André Wilmet.
- Une partie reprise au Chant des Luxembourgeois, de Godefroid Kurth.
- Le trio, probablement composé par André Wilmet.

En voici les paroles :
Debout sur la frontière aux flancs des noirs coteaux

Voici, la troupe altière qui veille sans repos

Devant la menace le chasseur fait face

Et lutte et lutte un contre trois, et lutte un contre trois

Et la voix des chênes aux forêts prochaines

Dira, dira tous leurs exploits

Dira tous leurs exploits.

On nous a dit: c'est votre vieille Ardenne

Qui vous appelle aux postes du danger.

Vous défendrez la montagne et la plaine

Debout toujours et face à l'étranger

Sous le ciel clair et sous le ciel tragique

Fusil au poing, hardis, l’œil aux aguets,

Nous défendrons le sol de la Belgique

En défendant le vieux sol Ardennais

Nous défendrons le sol de la Belgique

En défendant le vieux sol Ardennais.

Lorsqu'on déferle ensemble, pareil au sanglier

La biche écoute et tremble dans l'ombre des halliers

C'est le chasseur qui passe le long des verts buissons

Et qui remplit l'espace du bruit de ses chansons

Lorsqu'on déferle ensemble, pareil au sanglier

La biche écoute et tremble dans l'ombre des halliers

Mais c'est dans la bataille qu 'on lancera, vainqueurs,

La mort et la mitraille sur les envahisseurs

Vaquez à vos besognes, paisibles villageois

C’est le chasseur qui cogne et qui défend vos toits.

Debout sur la frontière aux flancs des noirs coteaux

Voici, la troupe altière qui veille sans repos

Devant la menace le chasseur fait face

Et lutte et lutte un contre trois, et lutte un contre trois

Et la voix des chênes aux forêts prochaines

Dira, dira tous leurs exploits

Dira tous leurs exploits.

Les yeux fixés sur des lointains de rêve

En écoutant le cor et le clairon

Nous évoquons lorsque le jour s'achève

Le souvenir des quatre fils Aymon

Nous évoquons des anciennes batailles

Qui ruisselaient, sanglantes, sous les cieux

Et nous dressons, vaillants, nos humbles tailles

Pour égaler la taille des aïeux

Et nous dressons, vaillants, nos humbles tailles

Pour égaler la taille des aïeux

## Culture populaire

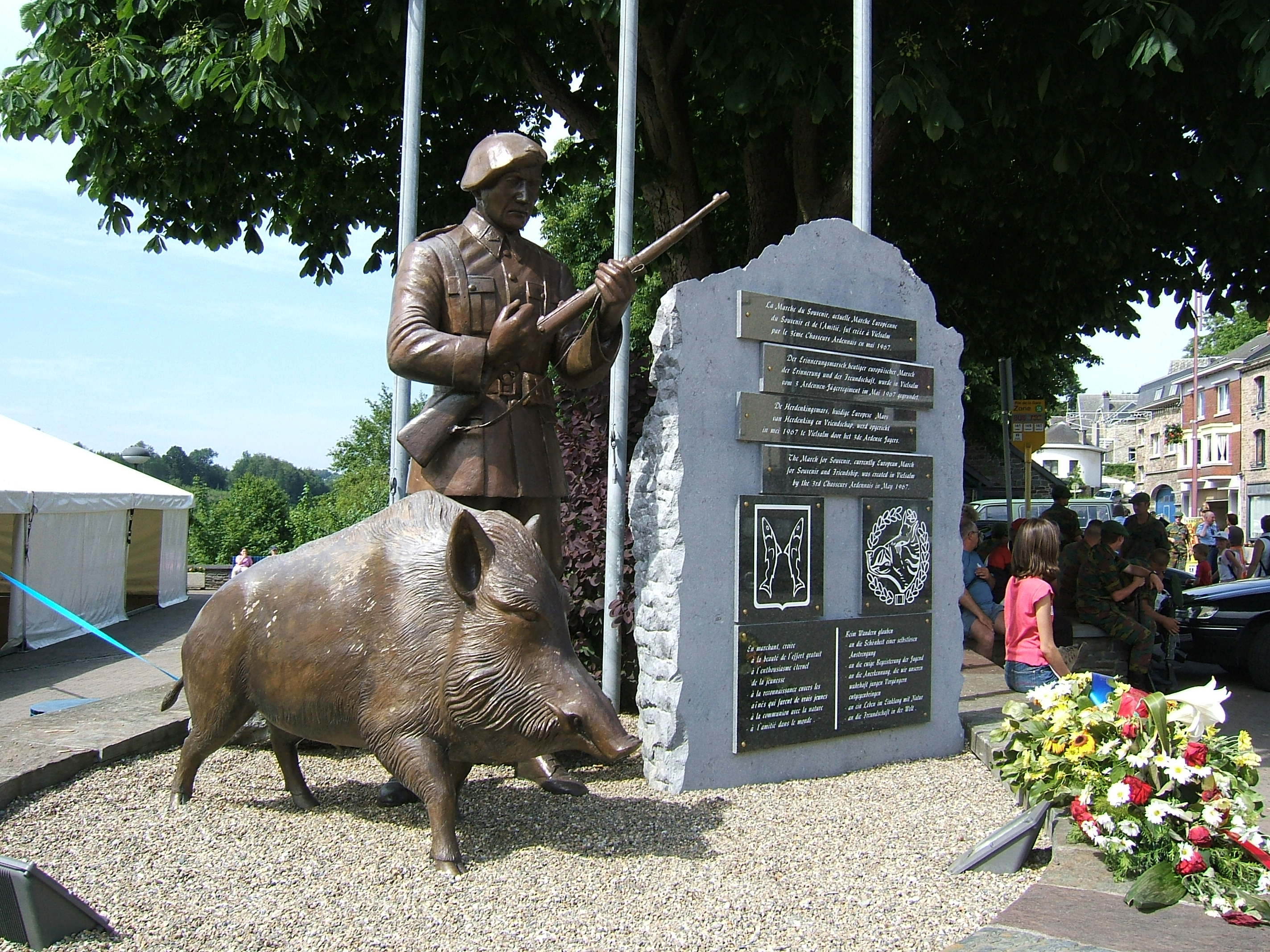
Monument aux Chasseurs ardennais à Vielsalm

- Dans son album Heroes, le groupe de metal suédois Sabaton rend hommage aux chasseurs ardennais à travers leur chanson Resist and Bite.
- Le roman de Xavier Hanotte, De secrètes injustices qui est un roman policier dont l'intrigue se noue autour d'un épisode de la bataille de la Lys : le combat de Vinkt livré par les chasseurs ardennais.
- Les Anglais auraient selon la tradition doté leurs commandos de bérets verts, en hommage à leur bravoure

## Lieux de mémoire
- Musée des chasseurs ardennais à Marche-en-Famenne.
- Monument national des chasseurs ardennais à Martelange.
- Monument des chasseurs ardennais à Vielsalm et Chabrehez.
- Monument aux 122 Chasseurs Ardennais morts le 12 mai 1940 de Temploux.